# Teodorico I d'Olanda
Teodorico I d'Olanda, in olandese Dirk I (graaf) (IX secolo – dopo il 928, forse dopo il 948), fu il secondo (secondo gli Annales Egmundani, fu il primo) conte d'Olanda dal 916 circa fino alla sua morte.

## Origine
Figlio del primo conte d'Olanda, Gerulfo II e della moglie, di cui non si conoscono né il nome né gli ascendenti (Teodorico viene citato come fratello di Waldgerio, che secondo il Reginonis Chronicon era figlio di Gerulfo II d'Olanda).
Gerulfo II d'Olanda era succeduto nel titolo di conte di Frisia a Gerulfo, ma non è certo che fosse il padre.

## Biografia
Teodorico conte d'Olanda viene citato già verso la fine del regno del re dei Franchi orientali, Ludovico il Germanico.
Se ne trova notizia in un documento, datato 916, inerente ad una donazione di Carlo il Semplice, re dei Franchi occidentali; in questo documento viene citato col fratello, Waldgerio.
Nel 922, Carlo III, detto il Semplice, re dei Franchi occidentali, gli garantì una proprietà; la proprietà era a Bladella (nell'estremo sud della provincia del Brabante Settentrionale); in quella località, poi, Teodorico fece erigere l'abbazia di Egmond, oggi nella comunità di Bergen (Olanda Settentrionale).
Teodorico viene citato ancora nel mittelrheinisches urkundenbuch: sottoscrisse, assieme al fratello, Waldgerio, un documento, datato 928, inerente ad una donazione.
Teodorico, nel 939, fu tra coloro che si adoperarono affinché la Lotaringia fosse assegnata al re dei Franchi occidentali, Luigi IV d'Oltremare, che dopo la reazione del Re dei Franchi orientali e futuro Imperatore del Sacro Romano Impero, Ottone I di Sassonia, dovette abbandonare la Lotaringia.
Teodorico viene citato in altri quattro documenti datati tra il 936 e l'8 luglio 949); siccome però viene citato solo col nome ed il titolo di conte, non si può essere sicuri che si tratti di Teodorico I o del figlio, Teodorico II.
Di Teodorico non si conosce l'anno esatto della morte ed è solo noto che fu sepolto nell'abbazia di Egmond, fatta erigere da lui e dalla moglie.

## Discendenza
Della moglie di Teodorico, di cui non si conoscono gli ascendenti, si sa che si chiamava Geva ed era di nobili origini, non si conosce l'anno esatto della morte ma solo il giorno, l'11 gennaio. È noto anche che fu sepolta nell'abbazia di Egmond. Da Geva, Teodorico, ebbe un figlio:
- Teodorico[3] ( 920/30 - 988), e che succedette al padre come conte d'Olanda[15].

## Ascendenza
|                      |   |   | Genitori |  |  | Nonni               |  |  | Bisnonni            |  |
|                      |   |   |          |  |  | Gerulfo I di Frisia |  |  | Teodorico di Frisia |  |
|                      |   |   |          |  |  | Gerulfo I di Frisia |  |  | Teodorico di Frisia |  |
|                      |   | … |          |  |  | Gerulfo I di Frisia |  |  |                     |  |
| Gerulfo II d'Olanda  |   |   |          |  |  | Gerulfo I di Frisia |  |  |                     |  |
|                      |   | … | …        |  |  |                     |  |  |                     |  |
|                      |   | … | …        |  |  |                     |  |  |                     |  |
|                      |   | … | …        |  |  |                     |  |  |                     |  |
| Teodorico I d'Olanda |   | … |          |  |  |                     |  |  |                     |  |
|                      | … | … |          |  |  |                     |  |  |                     |  |
|                      | … | … |          |  |  |                     |  |  |                     |  |
|                      | … | … |          |  |  |                     |  |  |                     |  |
| …                    | … |   |          |  |  |                     |  |  |                     |  |
|                      |   | … | …        |  |  |                     |  |  |                     |  |
|                      |   | … | …        |  |  |                     |  |  |                     |  |
|                      |   | … | …        |  |  |                     |  |  |                     |  |
|                      |   | … |          |  |  |                     |  |  |                     |  |